# 허베머주머니고양이
허베머주머니고양이(Micromurexia habbema)는 주머니고양이과에 속하는 유대류의 일종이다. 서뉴기니와 인도네시아 그리고 파푸아뉴기니에서 발견된다. 자연 서식지는 암석 지대이다.
허베머주머니고양이속(Micromurexia)의 유일종이다.